# Cvikov
Cvikov är en stad i Tjeckien. Den ligger i den norra delen av landet, 80 km norr om huvudstaden Prag. Cvikov ligger 359 meter över havet och antalet invånare är 4 435.
Terrängen runt Cvikov är kuperad norrut, men söderut är den platt.Runt Cvikov är det ganska tätbefolkat, med 75 invånare per kvadratkilometer. Närmaste större samhälle är Česká Lípa, 12,1 km sydväst om Cvikov. I omgivningarna runt Cvikov växer i huvudsak blandskog.